# Dyntaxa
Dyntaxa es una enciclopedia en línea y aplicación web sobre plantas, hongos y animales. Contiene la base de datos taxonómica de Suecia y administra contenido relacionado con los nombres de los organismos inscritos. La iniciativa comenzó en 2002 bajo instrucciones del gobierno de Suecia de tabular y describir todas las especies del país. La base de datos contenía aproximadamente 60 mil especies para 2018, entre ellas 2.600 especies de plantas apomícticas, 2.240 especies de plantas vasculares, 240 cnidarios y 260 pájaros.
La información taxonómica almacenada en Dyntaxa se clasifica en cuatro categorías: nombres de taxón, conceptos relacionados con cada taxón, relaciones jerárquicas y cambios en conexión con el taxón respectivo.